# ماهی‌خورک آمازونی
 ماهی‌خورک آمازونی (نام علمی: Chloroceryle amazona) نام یک گونه از سرده ماهی‌خورک سبز آمریکایی است.